# 臺北城市科技大學棒球隊
臺北城市科技大學棒球隊，為臺北城市科技大學成立的棒球隊。該校棒球隊成立迄今約有二十餘年的歷史，歷屆參加全國性大專棒球聯賽不但屢獲佳績，更培養出多位大會明星球員，以及全國大專軟式棒球國家代表隊員。

## 隊史
北台棒球隊成立於1984年，期間可分為初期（1984年至1992年）、中期（1993年至2000年）、及近期（2001年至今）三個階段。

### 初期（民國73年至81年）
民國七十三年九月初，由該校學生活動中心（現為學生會）的申請成立棒球社，招收「五專」學生為社員是以棒球社團為基幹組成，每學期都舉辦社團活動，從社員當中表現優異者，得選為學校棒球代表隊員。該球隊每年定期參加全國大專杯五專組棒球錦標賽，曾經獲得全國大專杯五專組棒球錦標賽亞軍、季軍及殿軍等名次。

### 中期（民國82年至89年）
開始招收「二專」及「二技」學生選出優秀球員加入為學校棒球代表隊員，參加全國大專盃棒球錦標賽及全國大專棒球聯賽第三級之比賽，亦獲得亞軍、季軍及殿軍等名次。

### 近期（民國90年至今）
在最近幾年來以招收「二技」與「四技」運動績優體保生進入該校就讀，開始參加全國大專棒球聯賽第二級的比賽，並獲得殿軍、季軍、亞軍及冠軍等名次。
該校棒球隊參加八十九學年度全國大專棒球聯賽第二級組的比賽獲得亞軍，並有投手江緯倫、內野手劉家麟、外野手傅冠豪等三位球員獲選為本屆大會第二級組明星球員。另外參加八十九學年度全國大專軟式棒球選拔賽，投手江緯倫表現優異獲選為全國大專軟式棒球國家代表隊員，在於2001年9月中旬參加日本九州舉辦世界大學軟式棒球邀請賽。另外參加九十一學年度全國大專棒球聯賽第二級組的比賽獲得亞軍，並有投手葉志煌、內野手張喬捷、捕手吳迪勳等三位球員獲選為該屆大會第二級組明星球員。
此外，參加九十二學年度全國大專棒球聯賽第二級組的比賽獲得季軍，並有內野手廖華強、外野手余志雄等二位球員獲選為該屆大會第二級組明星球員。2005年參加九十三學年度全國大專棒球聯賽第二級組的比賽獲得冠軍，該校棒球隊員二壘手葉翔獲得大會打擊獎第一名打擊率高達五成七，投手陳榮興獲得大會最佳投手獎(第一場決賽時北台學院對世新大學以2比1投完九局個人一場完投勝)，另外投手廖經典獲得大會最佳功勞獎(冠亞軍決賽時北台學院對蘭陽學院以4比1也投完九局個人一場完投勝)，北台科學技術學院棒球隊總教練李明憲獲得大會最佳教練獎。
該校棒球隊二壘手葉翔、三壘手廖華強、左外野手余志雄、投手陳榮興、投手廖經典等共有五位球員獲選為大會最佳十人守備明星球員獎。歷屆參加全國性大專棒球聯賽已經培養出多位大會明星球員，以及全國大專軟式棒球國家代表隊員。
北台灣科學技術學院棒球隊，以加強球員基本體能、投捕手、內外野守備、打擊、跑壘、戰術等為接下來訓練的重點，並希望能與企業界建教合作，共同培育出更多的優秀棒球人才，成為國家棒球代表隊員，為學校及國家爭取最高之榮譽。

## 歷屆成員
- 77學年: 林文彬、洪國華、莊佶霖
- 78學年:
- 79學年: 鄧煜璋
- 80學年: 楊新國
- 86學年: 劉家麟、蘇家裕、潘曉鋒

## 現役球員
九十四學年度
- 總教練：李明憲
- 教練團：林文彬、陳榮興、蔣定謙
  - 甲組球員
  - 隊　長：蘇俊傑。
  - 隊　員：林筱安、陳立人、林金誼、蔡志偉、王書盛、蘇震輝、陳弘格、張鈞凱、林威宏、朱值偉、林裕君、葉書瑋、藍仁瑋、蔡俊傑、
　　　　王笙安、呂智惠、呂智和、鄭勝聰
  - 大專二級球員(乙一)
  - 隊　長：葉翔
  - 隊　員：何明鴻、余志雄、林嘉佑、廖華強、李彥勳、陳家典、張喬捷、王泓升、賴恩博、莊孟霖、王志勤、吳茂瑋、江緯倫、潘曉鋒、
　　　　蘇家裕、張佑銜、楊瑩龍、王葦翔、林彥佐、廖經典、葉志宏

## 特殊事蹟
{85學年度至93學年度)　 
1. 中華民國大專棒球聯賽八十五學年度全國大專棒球聯賽專科院校組亞軍
2. 中華民國大專棒球聯賽八十七學年度全國大專棒球聯賽專科院校組亞軍
3. 中華民國大專棒球聯賽八十九學年度全國大專棒球聯賽第二級殿軍
4. 全國大專乙組棒球邀請賽第一屆史嘟黨盃大專乙組棒球邀請賽季軍
5. 台北市青年盃大專乙組棒球賽第一屆台北市青年盃大專乙組棒球賽冠軍
6. 全國大專乙組棒球邀請賽第二屆史嘟黨盃大專乙組棒球邀請賽冠軍
7. 台北市青年盃大專乙組棒球賽第三屆台北市青年盃大專乙組棒球賽冠軍
8. 中華民國大專棒球聯賽九十一學年度全國大專棒球聯賽第二級殿軍
9. 中華民國棒球協會乙組成棒錦標賽第十二屆永恆再益盃全國乙組成棒錦標賽季軍
10. 中華民國大專棒球聯賽九十二學年度全國大專棒球聯賽第二級季軍
11. 中華民國大專棒球聯賽九十三學年度全國大專棒球聯賽第二級冠軍
12. 中華民國大專棒球聯賽九十四學年度全國大專棒球聯賽第二級第六名

## 內部鏈接
- 臺北城市科技大學
- 光武校友棒球隊

## 外部連結
- 光武(北台)校友棒球隊[永久]
- 臺北城市科技大學棒球隊在台灣棒球維基館上的頁面（繁體中文）